# 阿格拉娅·佩扎托
阿格拉娅·佩扎托（義大利語：Aglaia Pezzato，1994年4月22日—），意大利女子游泳运动员，2014年世界短池游泳锦标赛女子4×100米自由泳接力铜牌得主、2016年世界短池游泳锦标赛女子4×100米自由泳接力银牌得主和女子4×50米自由泳接力铜牌得主。